# Great Lakes Manor
Great Lakes Manor, también conocido como Kirby Manor Apartments, es un edificio de apartamentos ubicado en 457 East Kirby Street en Detroit, Míchigan. Fue incluido en el Registro Nacional de Lugares Históricos en 2020.

## Historia
En 1925, se emitió un permiso a la firma de arquitectos Pelavin Brothers para construir lo que entonces se conocía como Kirby Manor Apartments. El área de la ciudad donde se encontraba el edificio de apartamentos era en ese momento un vecindario principalmente judío. Los hermanos Pelavin formaban parte de esa comunidad, al igual que muchos de los inquilinos originales. Estos eran principalmente trabajadores de clase media, como vendedores, propietarios de pequeñas empresas, contables y maestros.
Casi al mismo tiempo, el vecindario registró un cambio demográfico relevante para el edificio. Aunque la mayoría de los residentes del edificio en 1930 eran judíos, en 1940 la mayoría eran afroamericanos. En 1936, fue comprado por Great Lakes Land and Investment Company, una subsidiaria de Great Lakes Mutual Insurance Company, una de las empresas afroamericanas más grandes de Míchigan. En 1937, la empresa cambió el nombre del edificio a Great Lakes Manor. El edificio fue parte de un paso importante hacia los derechos civiles en Detroit, ya que proporcionó viviendas accesibles a la creciente clase media afroamericana.
Hacia 1942, Charles H. Mahoney,  de Great Lakes Mutual, se mudó a Great Lakes Manor. Vivió allí hasta principios de la década de 1960. En 1969, Great Lakes Mutual Insurance se fusionó con North Carolina Mutual Insurance Company y en 1970 vendió Great Lakes Manor. Sin embargo, el edificio se deterioró gradualmente y en 1989 estaba vacío. En ese año, la ciudad patrocinó un proyecto de rehabilitación, que rehízo completamente el interior y redujo el número de unidades de 42 a 30. En 2019-2020, el edificio fue completamente renovado. A partir de 2020, el edificio está siendo administrado por Huron Real Estate Management.

## Descripción
Great Lakes Manor es un edificio de apartamentos de estilo neorrenacentista de cuatro pisos y medio revestido con ladrillos de varios colores marrón rojizo. Tiene un techo plano y un sótano elevado. La fachada frontal tiene una sección central empotrada flanqueada por vanos rectangulares salientes. La sección central empotrada contiene un pórtico de entrada de piedra con columnas dóricas, al que se accede por tres escalones.
Al nivel de los dinteles de las ventanas del sótano, una hilera de ladrillos de soldado rematada con una banda de piedra caliza recorre toda la fachada. Otra banda de piedra caliza atraviesa la pared al nivel del vierteaguas de la ventana del cuarto piso. Sobre los dinteles de las ventanas del cuarto piso hay un curso de cabecera saliente. Sobre el sótano, todas las aberturas de las ventanas tienen vierteaguas de piedra caliza y dinteles de campo de soldado. En la parte superior del edificio hay un parapeto, justo debajo del cual discurre una pista de ladrillos y una banda de mampostería. Un panel de piedra tallada en el parapeto remata el centro de la fachada..
En el interior, la entrada se abre a un pequeño vestíbulo con escalera. La escalera conduce a pasillos en cada piso, que corren a lo largo del edificio con apartamentos a ambos lados y escaleras en cada extremo del pasillo. Los apartamentos contienen son unidades de uno o dos dormitorios.